# Valdo Filho
Valdo Filho (n. 12 ianuarie 1964, Siderópolis, Santa Catarina, Brazilia) este un fost fotbalist brazilian.
Între 1987 și 1993, Valdo a jucat 45 de meciuri și a marcat 4 goluri pentru echipa națională a Braziliei.

## Statistici
| Brazilia | Brazilia | Brazilia |
| An       | Meciuri  | Goluri   |
| -------- | -------- | -------- |
| 1987     | 11       | 4        |
| 1988     | 6        | 0        |
| 1989     | 17       | 0        |
| 1990     | 7        | 0        |
| 1991     | 0        | 0        |
| 1992     | 2        | 0        |
| 1993     | 2        | 0        |
| Total    | 45       | 4        |